# Gottlieb Friedrich von Stump
Gottlieb Friedrich Stump, ab 1841 von Stump, (* 11. Dezember 1791 in Cannstatt; † 9. Mai 1849 in Cappel, Oberamt Öhringen) war ein deutscher Politiker und Verwaltungsbeamter.

## Leben und Beruf
Gottlieb Friedrich Stump besuchte bis zu seinem 14. Lebensjahr die Lateinschule in Ludwigsburg. Anschließend absolvierte er die Ausbildung zum Schreiber, 1810 legte er die Substitutenprüfung im Departement der Finanzen (Finanzministerium) ab. 1811 bis 1814 leistete er seinen Militärdienst bei der Königlichen Garde zu Fuß und als Leutnant beim Infanterieregiment Herzog Wilhelm ab, während dieser Zeit nahm er am Frankreichfeldzug teil.
Von 1814 bis 1816 war Stump Kanzleiassistent bei der Stiftungsrechnungskammer, 1816 bis 1821 Stiftungsrechnungsrevisor in Kirchheim unter Teck. Von 1821 bis 1828 war er Stadtschultheiß in Schorndorf. Anschließend wurde er Oberamtmann bei den Oberämtern Aalen (1828–1830), Künzelsau (1830–1832), Ludwigsburg (1832–1834) und Esslingen (1834–1845). Dort trat er 1845 in den vorzeitigen Ruhestand ein.

## Politik
1825 wurde er als Abgeordneter des Oberamts Schorndorf in die Zweite Kammer des württembergischen Landtags gewählt, dem er bis 1831 angehörte. 1838 bis 1844 war er nochmals Landtagsabgeordneter. Er rückte in einer Ersatzwahl im Wahlkreis Aalen für Joseph Gehringer nach, der sein Amt niedergelegt hatte.

## Ehrungen, Nobilitierung
Stump erhielt 1814 die Goldenen Ehrenmedaillen von Brienne und Paris sowie das Ritterkreuz des Militärverdienstordens. 1841 wurde er mit dem Ritterkreuz des Ordens der württembergischen Krone ausgezeichnet, welches mit dem persönlichen Adelstitel (Nobilitierung) verbunden war.